# Sixeonotus unicolor
Sixeonotus unicolor är en insektsart som beskrevs av Knight 1928. Sixeonotus unicolor ingår i släktet Sixeonotus och familjen ängsskinnbaggar. Inga underarter finns listade i Catalogue of Life.